# Steiger's

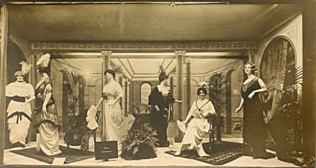
Etalage bij Steiger's in 1906 met the thema "Tijdens pauze"

Steiger's was een warenhuisbedrijf uit New England in de 19e en 20e eeuw. Hoewel het bedrijf werd opgericht in Holyoke (Massachusetts) in 1896, bevond zich de meest toonaangevende winkel gedurende het grootste deel van zijn bestaan in Springfield, eveneens in Massachusetts. Ten tijde van de overname door May Department Stores, werd Steiger's beschreven als de laatste warenhuisketen in familiebezit in New England. 

## Geschiedenis
Albert Steiger (1860-1938) werd geboren in het Duitse Ravensburg op 12 mei 1860 en was het oudste kind van Jacob Steiger en Mary Felerabend.  Zijn grootvader, John Ulrich Steiger, was een in Zwitserland geboren fabrikant van mousseline die na de dood van zijn vrouw naar de Verenigde Staten emigreerde en een beddenspreifabriek opzette in Huntington. In 1869 zouden Albert Steiger en zijn ouders ook naar de Verenigde Staten verhuizen om zich bij het familiebedrijf aan te sluiten. Twee jaar later stierf John Steiger echter, en in 1873 ook de vader en oom van Albert Steiger. Op 13-jarige leeftijd werd Steiger de kostwinner in zijn gezin en zorgde hij voor een moeder, een weduwe en twee jongere zussen. Gedurende 20 jaar voorzag hij zichzelf en het gezin van inkomen door textiel te kopen van Darwin Gilett uit Westfield en het met winst in de Hilltown te verkopen. 
In 1894, op 34-jarige leeftijd, verliet Steiger Massachusetts en verhuisde naar Port Chester, ten noorden van New York, waar hij voor hij voor een korte periode zijn eerste textielwinkel opende. In 1896 keerde hij terug naar West-Massachusetts en opende in Holyoke een warenhuis onder de naam The Albert Steiger Company.
Rond de eeuwwisseling van de 20e eeuw opende hij een reeks winkels in Fall River, New Bedford en Springfield (Massachusetts). Een winkel in Hartford (Connecticut) volgde in 1918. Bij zijn dood in 1938 hadden de vestigingen van Steiger in het westen van New York en New England een geschatte bruto-omzet van $ 25 miljoen, wat anno 2020 zo'n $ 450 miljoen zou zijn. 
Het vijf verdiepingen tellende art-decogebouw in het centrum van Springfield was in het midden van de 20e eeuw het meest toonaangevende van de keten. In tegenstelling tot Springfields andere hoofdwinkel, het traditionele full-service warenhuis Forbes & Wallace, concentreerde Steiger's zich meer op het zijn van een high-end kledingwinkel.
De winkels in aan High Street in Holyoke, tegenover het stadhuis, was een beaux-artsgebouw van vier verdiepingen uit 1899. Het was ontworpen door George PB Alderman. Het voormalige warenhuisgebouw is nog steeds in gebruik als kantoor. Meerdere generaties van de familie Steiger hebben dit bedrijf voortgezet. De kleinzoon van Albert Steiger, Albert E. Steiger jr., was bestuursvoorzitter van 1959 tot 1992. 
Na verloop van tijd werden de vrijstaande winkels in het centrum gesloten en vervangen door gehuurde winkels in winkelcentra. Het warenhuis in Hartford werd in 1962 verkocht, waardoor alleen de locaties Springfield en Holyoke overbleven als traditionele warenhuizen in het stadscentrum. Daarentegen werden er vestigingen geopend in winkelcentra: Longmeadow Shops (1961), Springfield Plaza (1964), Friendly Shops in Westfield (1965), Eastfield Mall (1967), Enfield Square Mall (1972), Hampshire Mall in Hadley (1978) en Holyoke Mall in Ingleside (1979).
In 1994 werd Steiger's overgenomen door The May Department Stores Company en hielden het bedrijf en het merk op te bestaan. Het warenhuis in de Eastfield Mall werd bijvoorbeeld vervangen door Filene's en vervolgens in 2006 door Macy's voordat hij in 2016 werd gesloten. De winkel in het centrum van Springfield sloot in 1995 en het gebouw werd kort daarna afgebroken. Op deze locatie is nu een park. 